# 聖依搦斯-漢尼拔站
聖依搦斯-漢尼拔站（義大利語：Sant'Agnese - Annibaliano）是羅馬地鐵B線的一個車站。於2012年6月13日開通，作為B1線從博洛尼亞站到孔卡多羅站的四站分支的一部分。它的名字來源於附近的城外圣依搦斯圣殿和漢尼拔廣場。